# Renenutet
Renenutet je egipatska božica poljodjelstva, rađanja, sjetve, žetve i ubiranja plodova. Poznata je i pod imenom Rentet. Zaštitnica je faraona. Njezino ime se na hijeroglifima piše 
| D21 · N35 · W24 | G43 | X1 · X1 |

.

## Opis
Renenutet ima lik zmije koja nosi kravlje rogove i Sunčani disk, kakav nosi i božica Hator. Egipćani su joj prinosili kao žrtvu prvo klasje žita, smokve i prve grozdove, a njoj i bogu vina Ša žrtvovan je i mošt. Njezin je sin bog žita Nepri, s kojim je ona nadgledala sjetvu i žetvu. Povezana je s drugom božicom zmijom, Wadjet. Kao božica rađanja povezana je s Meškent. Ponekad je prikazivana kao žena.